# KILLING FIELD (アルバム)
『KILLING FIELD』（キリング・フィールド）は、スケボーキングによる4枚目のアルバム（メジャーとしては2枚目）。2001年8月29日発売。発売元はワーナーミュージック・ジャパン。初回限定盤にはボーナストラックを収めたクリーニングCD付き。

## 収録曲
1. METAPHOR(4:43)
作詞：SHUN、SHIGEO / 作曲：SHIGEO
2. ANOTHER(3:40) 
作詞：SHUN、SHIGEO / 作曲：SHIGEO
3. REFLECTED(4:42)
作詞・作曲：SHIGEO
4. EPISODE 3(3:55)
作詞：KENJI SHIGEO SHUN、作曲：SHIGEO
降谷建志とのコラボレートシリーズ第3弾。
5. CALM DOWN DEAR(6:01)
作詞・作曲：SHIGEO
6. BE MY FRIEND FOREVER(4:00)
作詞：SHUN、SHIGEO / 作曲：SHUYA
7. TOKIO LV(4:15) 
作詞：SHUN、SHIGEO / 作曲：SHIGEO、小田和正
7thシングル。小田和正の「ラブストーリーは突然に」をサンプリング
8. ITALIAN FOOTBALL (4:46)
作曲：SHUN
9. MA GLAMES?(3:59)
作詞：SHUN、SHIGEO / 作曲：SHUN
10. YOU ARE GOD(3:22)
作詞：SHUN、SHIGEO / 作曲：SHUYA
8thシングル。PV監督は須永秀明
11. KEEP YOUR MIND(3:18)
作詞：SHUN、SHIGEO / 作曲：SHUYA
12. OWN TO THE NEXT(4:02)
作詞：SHUN、SHIGEO / 作曲：SHUYA
13. EPILOGUE(2:06)

## 参加ミュージシャン
- SHIGEO : MC
- SHUN : MC
- SHUYA : DJ
- MASH : BASS
- MAC : DRUMS
- 降谷建志 : MC(M-4)
- 宮田誠　：CONGAS、TIMBALES(M-10)